# Kalibergbau

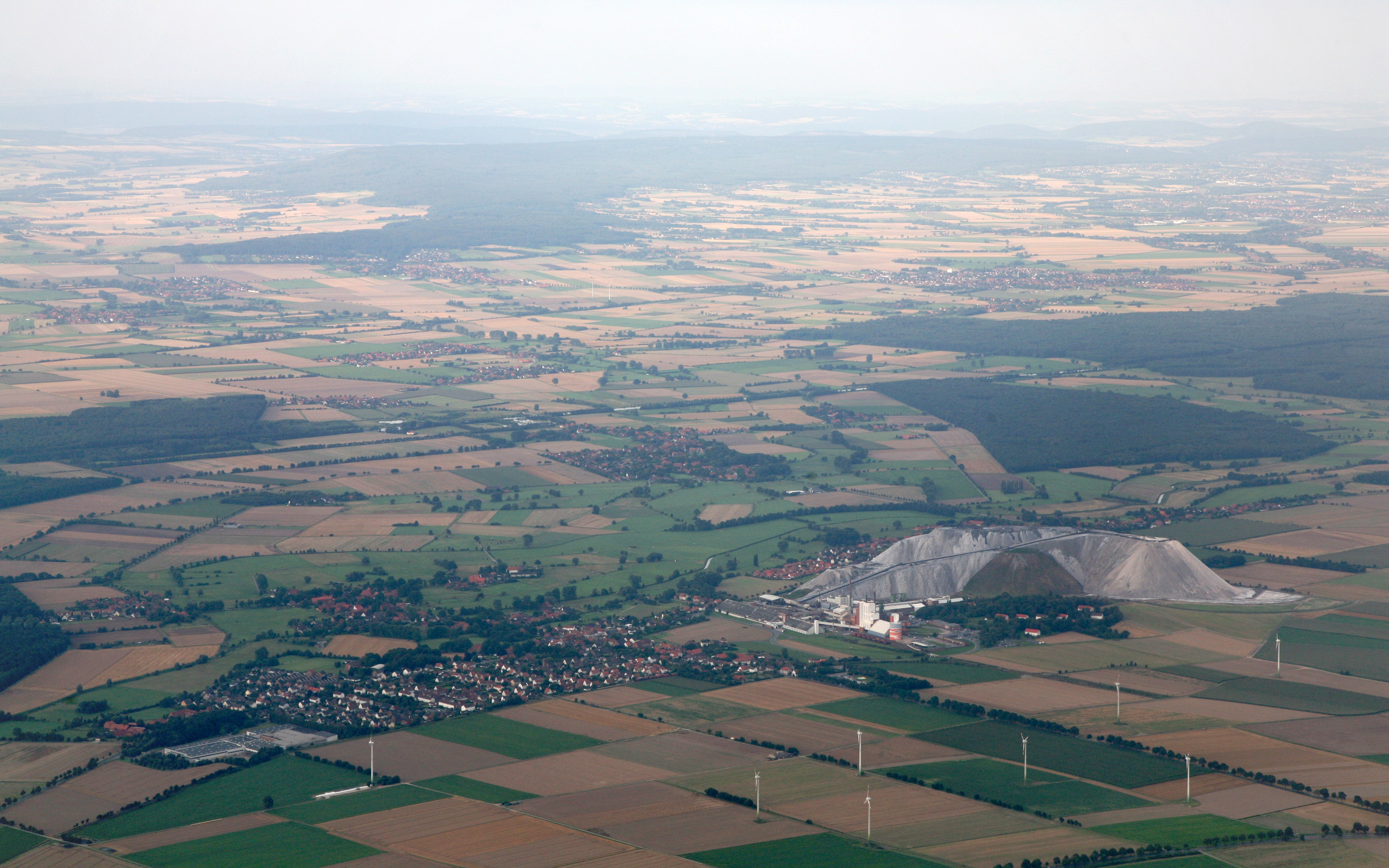
Luftbild der Halde (rechts im Bild) des Kalibergwerks Sigmundshall in Bokeloh bei Hannover.

Als Kalibergbau wird der untertägige Abbau von Kalisalz bezeichnet. Der untertägige Abbau von Kali- und Steinsalz wird mit dem Begriff Salzbergbau zusammengefasst.

## Kalilagerstätten
Kalilagerstätten werden stets von Steinsalz begleitet und weisen einen Kaligehalt zwischen 20 und 35 % auf.

## Kalibergbau in Deutschland
Das erste Kalibergwerk der Welt war das Königlich Preußische Salzbergwerk in Staßfurt mit den Schächten von der Heydt und von Manteuffel.
Eine geraume Zeit konzentrierte sich der Kalibergbau auf Leopoldshall und den Staßfurter Sattel. Andere Kalilagerstätten waren nicht bekannt, bis ab 1874 eine Erkundung und Gewinnung von Kalisalzen in Mecklenburg begonnen wurde (Lübtheen, Jessenitz, Conow). Ein kommerzieller Abbau begann dort allerdings erst zur Jahrhundertwende.
Nachdem bekannt war, dass Kalisalze nicht nur bei Staßfurt gefunden werden konnten, setzte deutschlandweit eine rege Bohrtätigkeit ein, infolge derer viele Kaliwerke gegründet wurden. Das daraufhin errichtete Kaliwerk Vienenburg war das erste Kaliwerk außerhalb das Staßfurter Sattels.

„[…] Dies war der Startpunkt einer rasanten Entwicklung, in deren Verlauf bis zur Jahrhundertwende auf deutschem Territorium viele Bergwerksbetriebe zur Gewinnung von Kalisalzen und deren Verarbeitung gegründet wurden. Insgesamt waren zum 1. Juli 1907 bereits 58 vollendete betriebsfähige Kalischächte vorhanden und 31 Schächte im Abteufen begriffen.“

Durch die mit dem Allgemeinen Berggesetz für die preußischen Staaten von 1865 (AGB) eingeführte völlige Bergfreiheit konnte jedermann Mutung auf Bodenschätze einlegen und dadurch Grubenfelder „reservieren“, außerdem wurden tatsächlich – insbesondere auf Kalisalze – viele Bergbauunternehmen gegründet, was einen ruinösen Preiskampf zufolge hatte. Um diesen Wildwuchs einzudämmen, wurde 1905 das Gesetz, betreffend die Abänderung des Allgemeinen Berggesetzes vom 24. Juni 1865/1892 vom 5. Juli 1905 (G.-S. S. 265) (Sperre der Mutungen auf Steinkohle und Steinsalz) erlassen, die sogenannte Lex Gamp, da es auf Initiative des preußischen Landtagsabgeordneten Karl Gamp zurückging. Die Lex Gamp verhängte einen Mutungsstopp für die Dauer von maximal zwei Jahren, bis zu einer weitergreifenden Neuregelung des AGB. Dadurch wurde de facto ein Staatsvorbehalt eingeführt und die Bodenschätze unfrei bzw. bei ehemals grundeigenen Bodenschätzen der Verfügungsgewalt der Grundeigentümer entzogen. Der Stichtag war der 31. März 1905, Mutungen, welche vor diesem Datum eingelegt worden waren, blieben von der Neuregelung ausgenommen.
Die durch die Lex Gamp angeregte Änderung des AGB wurde dann 1907 mit dem Gesetz vom 18. Juni 1907, betr. die Änderung des Allgemeinen Berggesetzes vom 24. Juni 1865 (GS 1907 S. 119) vollzogen. Mit dieser Änderung wurden Altrechte als Ausnahmen vom Staatsvorbehalt codfiziert, so in Artikel VIII: „Unberührt von den Vorschriften im Artikel I dieses Gesetzes bleiben die provinzialrechtlichen Bestimmungen, wonach einzelne der im Artikel I bezeichneten Mineralien dem Verfügungsrechte des Grundeigentümers unterliegen…“
Bis nach dem Ersten Weltkrieg hatte das Deutsche Reich ein weltweites Monopol auf den Kaliabbau, das erst durch den Verlust des Kalireviers im Elsass gebrochen wurde. Während der Weltwirtschaftskrise wurde durch das Deutsche Kalisyndikat die Kaliquote eingeführt, um die Zahl der fördernden Kaliwerke zu beschränken. Mit der sogenannten Stilllegungsverordnung von 1921 wurde eine Rechtsgrundlage geschaffen, um die Zahl der Kalibergwerke zu reduzieren. Dies führte wie erwartet zu einer Konzentrationswelle in der Kaliindustrie und der Schließung zahlreicher kleinerer Werke. 1938 war dieser Konzentrationsprozess weitgehend abgeschlossen und sechs Konzerne entstanden, die die Kaliindustrie in sich vereinigten. Dies waren die Wintershall AG, Salzdetfurth AG, Burbach Kali AG, Preussag, Kali-Chemie AG und die Deutschen Solvay-Werke.
Nach dem Zweiten Weltkrieg wurden die Kalibergwerke in der sowjetischen Besatzungszone Deutschlands verstaatlicht; in den Westzonen verblieben sie in Privateigentum. Infolge der Wiedervereinigung Deutschlands wurde das VEB Kombinat Kali von der Treuhandanstalt in die Mitteldeutsche Kali AG umgewandelt und anschließend mit der K+S AG fusioniert. Dazu wurde der Kalivertrag abgeschlossen. Der Kalivertrag war lange Zeit vertraulich und wurde erst 2014 öffentlich.

### Kalireviere in Deutschland
- Norddeutscher Kali-Bezirk
- Nordhannoverscher Kalibezirk
- Nordharz-Kalirevier
- Saale-Unstrut-Kalirevier
- Südhannoverscher Kalibezirk
- Südharz-Kalirevier
- Werra-Fulda-Kalirevier

### Aktive Kalibergwerke in Deutschland
- Kaliwerk Zielitz, 2016 größtes Kalibergwerk Deutschlands mit einer Jahresförderung von etwa 12 Millionen Tonnen
- Kaliwerk Werra, größtes Verbundwerk Deutschlands
- Kaliwerk Neuhof-Ellers

## Weltweite Kaliproduktion
Heute sind die größten Kaliproduzenten der Welt Kanada (12 Millionen Tonnen), Russland (7,5 Millionen Tonnen), Belarus (7,1 Millionen Tonnen), China (5,5 Millionen Tonnen) und Deutschland (2,9 Millionen Tonnen). Einziges verbliebenes deutsches Kalibergbauunternehmen ist die K+S AG.

## Umweltprobleme
siehe hierzu:
- Bergschäden
- Laugenzuflüsse in die Salzbergwerke Südwest-Mecklenburgs
- Renaturierung: Bergbaufolgelandschaften

## Abbauverfahren
- Abbau von Steinsalzlagerstätten

spezielle Verfahren
- Kammerbau